# Tribunal Suprem de Puerto Rico
El Tribunal Suprem de Puerto Rico és el més alt tribunal de Puerto Rico, que té autoritat judicial per interpretar i decidir qüestions de dret porto-riqueny. El Tribunal és anàleg als Tribunals Suprems Estatals dels estats dels Estats Units; sent el Tribunal Suprem de Puerto Rico el tribunal estatal més alt i el tribunal d'última instància a Puerto Rico. L'article V de la Constitució de Puerto Rico confereix el poder judicial en la Cort Suprema, la qual per la seva naturalesa constitueix la branca judicial del govern de Puerto Rico. El Tribunal Suprem celebra les seves sessions a San Juan.

## Estructura i poders
El Tribunal Suprem de Puerto Rico va ser establert per la llei Foraker el 1900 i fou mantingut en la Constitució de Puerto Rico de 1952. És l'únic tribunal d'apel·lació requerit per la Constitució. Tots els altres tribunals són creats per l'Assemblea Legislativa de Puerto Rico. Tanmateix, des que Puerto Rico és sota la sobirania dels Estats Units, existeix també un Tribunal Federal de Districte per l'illa.
Els jutges (actualment nou) són anomenats pel Governador de Puerto Rico i confirmats per la majoria del Senat. Un d'aquests nou jutges és el president del Tribunal Suprem; els membres restants són anomenats Jutges Associats. A diferència del Tribunal Suprem dels Estats Units, els jutges del Tribunal Suprem de Puerto Rico no ocupen el lloc per a tota la vida, donat que la Constitució de Puerto Rico estableix que tots els jutges s'han de retirar en assolir els 70 anys.
Tot i que la Constitució de Puerto Rico estableix que el Tribunal ha d'estar format per cinc jutges, està previst que el nombre pugui ser alterat, a petició del propi Tribunal. Aquesta possibilitat ha estat utilitzada quatre vegades dins la història del Tribunal. Immediatament després de la ratificació de la Constitució, el Tribunal va demanar dos jutges addicionals. Durant el primerenc 1960s, el Tribunal un cop més va demanar per afegir més jutges, argumentant una acumulació d'assumptes pendents en la seva agenda. Després, durant el 1970s, el Tribunal va demanar reduir el número a set membres, argumentant que s'havia posat al dia. Finalment, el 2010 una majoria dels jutges (4 a 3) va demanar a l'Assemblea Legislativa tornar a augmentar el nombre del Tribunal a 9. Aquesta decisió ha generat controvèrsia des de llavors donat que és el primer cop que tal petició ha estat feta sense unanimitat dels jutges.
La jurisdicció del Tribunal Suprem de Puerto Rico està definida per la Constitució i les lleis de Puerto Rico. En general, l'estructura jurisdiccional és paral·lela a la dels Tribunals Suprems Estatals en el territori continental dels Estats Units. El Tribunal Suprem de Puerto Rico té jurisdicció concurrent amb els tribunals federals d'interpretar les lleis federals, llevat que la Clàusula de Supremacia requereixi el contrari. Els judicis que es basen en lleis federals podran ser revisats pel Tribunal Suprem dels Estats Units, llevat que una adequada i independent base de la decisió estigui  basada en les lleis de l'Estat Lliure Associat de Puerto Rico. El Tribunal té la facultat de revisió judicial i la seva decisió es considera precedent vinculant en la jurisdicció de Puerto Rico. El Tribunal Suprem de Puerto Rico també regula l'exercici de l'advocacia a Puerto Rico.
El calendari del Tribunal Suprem comença en el primer dilluns d'octubre i finalitza en la darrera setmana de juny de l'any següent. Tanmateix, durant els mesos de recés de juliol fins a setembre, un conjunt de tres jutges alternatius és permès per sentir els casos i les seves decisions són considerades precedent obligatori. Tanmateix, qualsevol llei passada per l'Assemblea Legislativa per ser declarada anticonstitucional, requereix els vots d'una majoria de jutges del Tribunal Suprem, per tant, el conjunt de tres jutges no pot sentir els canvis constitucionals de lleis passades per la Legislatura.
Els jutges decideixen escoltar o no els arguments orals per al cas. Si el cas és controvertit o porta alt interès públic, un argument oral pot ser programat, malgrat els arguments orals van ser rars sota el Jutge President Hernández Denton. Quan es produeix l'argument oral, cada part té vint minuts per exposar els seus respectius reclams i cinc minuts per a la rèplica. Després que les parts han acabat el seu argumentari, cada jutge té deu minuts (en ordre d'antiguitat) per fer preguntes a cada part. Els jutges poden decidir donar el seu temps a un dels seus col·legues.
A causa del fet que diversos jutges federals s'han retirat voluntàriament de l'Associació d'Advocats de Puerto Rico que va ser convertida per llei en una organització voluntària de membres, el Tribunal Suprem de Puerto Rico manté els registres oficials de l'Associació d'advocats de Puerto Rico amb llicència.

## Composició actual
| Nom                       | Posició        | Any de jubilació | Anomenat per             | Any d'inici |
| ------------------------- | -------------- | ---------------- | ------------------------ | ----------- |
| Anabelle Rodríguez        | Jutge Associat | 2020             | Sila María Calderón      | 2004        |
| Edgardo Rivera Garcia     | Jutge Associat | 2025             | Luis Fortuño             | 2010        |
| Erick Kolthoff Caraballo  | Jutge Associat | 2031             | Luis Fortuño             | 2009        |
| Liana Fiol Matta          | President      | 2016             | Sila María Calderón      | 2004        |
| Luis Estrella Martínez    | Jutge Associat | 2041             | Luis Fortuño             | 2011        |
| Mildred Pabón Charneco    | Jutge Associat | 2027             | Luis Fortuño             | 2009        |
| Rafael Martínez Torres    | Jutge Associat | 2029             | Luis Fortuño             | 2009        |
| Roberto Feliberti Cintrón | Jutge Associat | 2033             | Luis Fortuño             | 2011        |
| Maite Oronoz Rodríguez    | Jutge Associat | 2046             | Alejandro Garcia Padilla | 2014        |